# Liste der Baudenkmäler in Schwenningen (Donau)
Auf dieser Seite sind die Baudenkmäler in der schwäbischen Gemeinde Schwenningen zusammengestellt. Diese Tabelle ist eine Teilliste der Liste der Baudenkmäler in Bayern. Grundlage ist die Bayerische Denkmalliste, die auf Basis des Bayerischen Denkmalschutzgesetzes vom 1. Oktober 1973 erstmals erstellt wurde und seither durch das Bayerische Landesamt für Denkmalpflege geführt wird. Die folgenden Angaben ersetzen nicht die rechtsverbindliche Auskunft der Denkmalschutzbehörde.
 Diese Liste gibt den Fortschreibungsstand vom 27. Juli 2016 wieder und umfasst zehn Baudenkmäler.

## Baudenkmäler nach Ortsteilen

### Schwenningen
| Lage                      | Objekt                                                  | Beschreibung | Akten-Nr.    | Bild           |
| ------------------------- | ------------------------------------------------------- | --- | ------------ | -------------- |
| Kirchstraße 13 (Standort) | Katholische Pfarrkirche St. Ulrich und Johannes Baptist | Äußeres durch Pilaster gegliedert, gestufter Westgiebel mit Voluten, barocker Saalbau mit Stichkappentonne und eingezogenem Chor, 1726 von Andreas Moosbrugger erbaut, Turmuntergeschoss spätgotisch, 1747 Turmerhöhung durch Joseph Eberhardt nach Entwurf von Balthasar Suiter; mit Ausstattung (siehe auch: Taufstein); Friedhof mit Grabdenkmälern des 18./19. Jahrhunderts, wohl 18. Jahrhundert; Friedhofsmauer, wohl 18. Jahrhundert. | D-7-73-164-1 | weitere Bilder |
| Kirchstraße 13 (Standort) | Karner mit Ölberg                                       | 18. Jahrhundert; an der Friedhofsmauer. | D-7-73-164-2 | BW             |
| Kirchstraße 17 (Standort) | Ehemaliges Pfarrhaus                                    | Zweigeschossiger Walmdachbau, 1766. | D-7-73-164-4 | BW             |
| Kirchstraße 26 (Standort) | Schloss Kalteneck                                       | Wasserschloss, dreigeschossiger Satteldachbau mit Eckerkern und Treppenturm am Ostgiebel, 2. Hälfte 16. Jahrhundert, Umgestaltungen 18. Jahrhundert. | D-7-73-164-5 | weitere Bilder |

### Gremheim
| Lage                      | Objekt                               | Beschreibung | Akten-Nr.     | Bild           |
| ------------------------- | ------------------------------------ | --- | ------------- | -------------- |
| Hauptstraße 21 (Standort) | Bauernhaus                           | Zweigeschossiger Satteldachbau mit Trauf- und Giebelgesims, wohl 18. Jahrhundert.                                                    | D-7-73-164-7  | weitere Bilder |
| Hauptstraße 44 (Standort) | Katholische Filialkirche St. Andreas | Barocker Saalbau mit Satteldachturm, 1783/84 erbaut, Turm 15. Jahrhundert; mit Ausstattung (siehe auch: Kanzel).                     | D-7-73-164-6  | weitere Bilder |
| Hauptstraße 47 (Standort) | Ehemaliger Pfarrhof                  | Zweigeschossiger Walmdachbau mit Rustikagliederung, um 1900; Garten; Eisenstaketenzaun, 1854; Pfarrstadel, 1854.                     | D-7-73-164-10 | weitere Bilder |
| Hauptstraße 66 (Standort) | Bildstock                            | Mit Holzfigur des heiligen Johann Nepomuk, Mitte 18. Jahrhundert.                                                                    | D-7-73-164-8  | weitere Bilder |
| Kreuzfeld (Standort)      | Friedhof                             | Angelegt um 1899; mit Einfriedung in Backstein; am Ende der Mittelachse Lourdeskapelle, neugotisch bezeichnet 1899; mit Ausstattung. | D-7-73-164-11 | weitere Bilder |

### Ruppenmühle
| Lage                                                                      | Objekt     | Beschreibung                      | Akten-Nr.    | Bild           |
| ------------------------------------------------------------------------- | ---------- | --------------------------------- | ------------ | -------------- |
| ca. 400 m nordwestlich der Ruppenmühle, nahe der Ruppenschwaig (Standort) | Wegkapelle | 18. Jahrhundert; mit Ausstattung. | D-7-73-164-9 | weitere Bilder |